# Juillet 1990

## Événements

### Dimanche1erjuillet1990
- Réunification allemande : entrée en vigueur de l'union économique et monétaire entre l'Allemagne de l'Est et l'Allemagne de l'Ouest.

### Lundi2 juillet 1990
- Croatie : meeting de Serbes de Croatie à Srb.
- Slovénie : déclaration de souveraineté de la Slovénie.
- Arrêt officiel de la production de la 2CV dans le monde.

### Jeudi5 juillet 1990
- Négociations Est-Ouest : l'OTAN offre son amitié à ses anciens adversaires du pacte de Varsovie.

### Samedi7 juillet 1990
- Allemagne : le groupe français de Bernard Tapie prend le contrôle du groupe d'équipements sportifs Adidas.
- France : première diffusion de Fort Boyard sur Antenne 2.
- Moto GP : Grand Prix Moto de Belgique

### Dimanche8 juillet 1990
- L'Allemagne remporte la coupe du monde de football en Italie.
- Formule 1 : Grand Prix de France.

### Lundi9 juillet 1990
- Mariage de Johnny et Adeline Blondieau.

### Samedi14 juillet 1990
- France : Jean-Michel Jarre organise un concert à Paris, dans le quartier de la Défense, devant plus de 2 500 000 personnes (record mondial du nombre de spectateurs pour un concert).
- Cuba : le 75e congrès mondial d’espéranto s’ouvre à La Havane jusqu’au 21 juillet. Il a pour thème « L’espéranto : évolution et diversité culturelle ».

### Dimanche15 juillet 1990
- 'Formule 1 : Grand Prix de Grande-Bretagne.

### Lundi16 juillet 1990
- Réunification allemande : accord de Moscou, lors d'une rencontre entre Helmut Kohl et Mikhail Gorbatchev, celui-ci accepte sous condition l'entrée de l'Allemagne réunifiée au sein de l'OTAN.

### Mercredi18 juillet 1990
- Crise du Golfe : le gouvernement irakien accuse le Koweït de lui voler son pétrole, à partir des nappes de Rumaillah, à cheval sur la frontière irako-koweïtienne. Saddam Hussein soupçonne l'émir Jaber Al-Ahmad Al-Sabah de dépasser ses quotas de production et d'empêcher ainsi un relèvement par le marché du prix du pétrole. Ayant une dette de 80 milliards de dollars, l'Irak exige du Koweït l'annulation d'une créance de 10 milliards de dollars. Le ton monte et l'Irak décide de regrouper des troupes à la frontière.

- Québec: Gerry Boulet, auteur-compositeur-interprète québécois (canadien), meurt du cancer du côlon le 18 juillet 1990, dans sa maison de Longueuil.

### Dimanche 22 juillet 1990
Moto GP : Grand Prix de France

### Vendredi27 juillet 1990
- Crise du Golfe : à la suite des demandes de l'Irak, l'Opep décide, pour la première fois depuis décembre 1986, un relèvement du prix du baril de 18 à 21 US dollars, ce qui représente pour l'Irak un gain annuel de 4 milliards US dollars, mais insuffisant au regard de ses besoins.
- Citroën cesse de produire la 2CV après 5 114 961 exemplaires construits en berlines, fourgonnettes et 4X4 Sahara. La dernière 2CV est une Charleston gris cormoran et gris nocturne.

### Dimanche29 juillet 1990
- 'Formule 1 : Grand Prix automobile d'Allemagne.

## Naissances
- 2 juillet :
  - Clara Alvarado, actrice espagnole.
  - Margot Robbie, actrice australienne.
- 3 juillet : Aïda Ali Ouala, judokate marocaine.
- 4 juillet : David Kross, acteur allemand.
- 8 juillet : Kevin Trapp, footballeur international allemand.
- 9 juillet : William Lebghil, comédien français.
- 11 juillet : Caroline Wozniacki, joueuse de tennis danoise.
- 12 juillet : Drew Gordon, joueur de basket-ball américain († 30 mai 2024).
- 16 juillet : James Maslow, acteur, danseur, chanteur américain. 
  - Wizkid, chanteur nigérian.
  - Johann Zarco, pilote moto
- 20 juillet : Amine Tiza, footballeur algérien.
- 22 juillet : Kinga Gajewska, femme politique, politologue, avocate et fonctionnaire locale polonaise.
- 27 juillet : Indiana Evans, actrice australienne
- 28 juillet : Soulja Boy Tell 'Em, rappeur américain.
- 31 juillet :
  - Kim Amb, athlète suédois
  - Itohan Ebireguesele, haltérophile nigériane.
  - Orinoco Faamausili, nageur néo-zélandais.
  - Kóstas Papanikoláou, joueur de basket-ball grec.
  - Vatemo Ravouvou, joueur de rugby à XV et à sept fidjien.

## Décès
- Esther Hermitte, ethnologue argentine (° 30 mars 1921).
- 2 juillet : Silvina Bullrich, romancière argentine (° 4 octobre 1915).
- 6 juillet : Kazimierz Badowski, activiste polonais.
- 13 juillet :  
  - Joseph Nicolas Edmond Borocco , résistant et homme politique français (° 3 août 1911).
  - Lois Moran, actrice, chanteuse, danceuse et écrivain britannique.
- 18 juillet :
  - Yves Chaland, dessinateur et scénariste de bande dessinée français (° 1957, 33 ans).
  - Gerry Boulet, auteur-compositeur-interprète québécois.
- 21 juillet :
  - Eduard Streltsov, footballeur soviétique (° 1937).
  - Sacha Pitoëff, acteur français (°1920).
- 23 juillet : Pierre Gandon, dessinateur français et célèbre graveur de timbres-poste (° 1899).
- 25 juillet : Jean Fourastié, économiste français (° 15 avril 1907).
- 26 juillet : Joseph Rey, résistant et homme politique français, militant actif de la construction européenne et un des artisans de la réconciliation franco-allemande (°10 septembre 1899).
- 29 juillet : Bruno Kreisky, homme d'État autrichien (° 1911).